# ドーイタオ郡
座標: 北緯17度57分13秒 東経98度41分6秒 / 北緯17.95361度 東経98.68500度
ドーイタオ郡（ドーイタオぐん）はタイ北部・チエンマイ県にある郡（アムプー）である。

## 名称
ドーイタオとは「亀の山」を意味する。

## 歴史
1972年10月16日、ホート郡からタムボン・タードゥア、タムボン・ムートカー、タムボン・バーンエンが分離してドーイタオ分郡（キンアムプー）が成立した。分郡は1979年5月25日に郡（アムプー）へ昇格した。

## 地理
郡の中心地はピン川の形成した盆地にある。郡内の主な水源はプーミポン・ダムによって形成されたメートゥープ貯水池（あるいはドーイタオ湖）である。郡の東部と西部には山岳地帯が広がる。
交通は国道1103号線が北から郡内を通り東に抜けており、北にはホート方面、東はリー方面と通じる。

## 経済
郡の主な産業は農業である。主な生産品はロンガン、コメ、レモンライムなどである。

## 行政区分
郡は6のタムボンに分かれ、さらにその下位に42の村（ムーバーン）がある。自治体（テーサバーン）があり以下のようになっている。
- テーサバーンタムボン・タードゥア・・・タムボン・タードゥア、タムボン・ムートカーの一部

また郡内には5のタムボン行政体（オンカーンボーリハーンスワンタムボン）がある。
1. タムボン・ドーイタオ・・・ตำบลดอยเต่า
2. タムボン・タードゥア・・・ตำบลท่าเดื่อ
3. タムボン・ムートカー・・・ตำบลมืดกา
4. タムボン・バーンエン・・・ตำบลบ้านแอ่น
5. タムボン・ボンタン・・・ตำบลบงตัน
6. タムボン・ポーントゥン・・・ตำบลโปงทุ่ง